# Walt Whitman Rostow
Pour les articles homonymes, voir Whitman et Walt Whitman (homonymie).
Walt Whitman Rostow, né le 7 octobre 1916 à New York et mort le 13 février 2003 à Austin, est un économiste et théoricien politique américain. Il a formulé une théorie du développement (et des conditions de la croissance et du developpement) qui a marqué les années soixante. Il a été le conseiller spécial pour la sécurité nationale du président Johnson dans les années 1960.

## Biographie
Walt Rostow naît à New York dans une famille d'immigrés juifs russes. Ses parents sont des militants socialistes. Il réalise ses études à l'université Yale où il obtient un doctorat en 1940. Il poursuit ses études au Balliol College d'Oxford, puis enseigne l'économie à l'université Columbia. Son frère ainé, Eugene Rostow, occupa plusieurs hautes fonctions dans la politique étrangère du gouvernement.

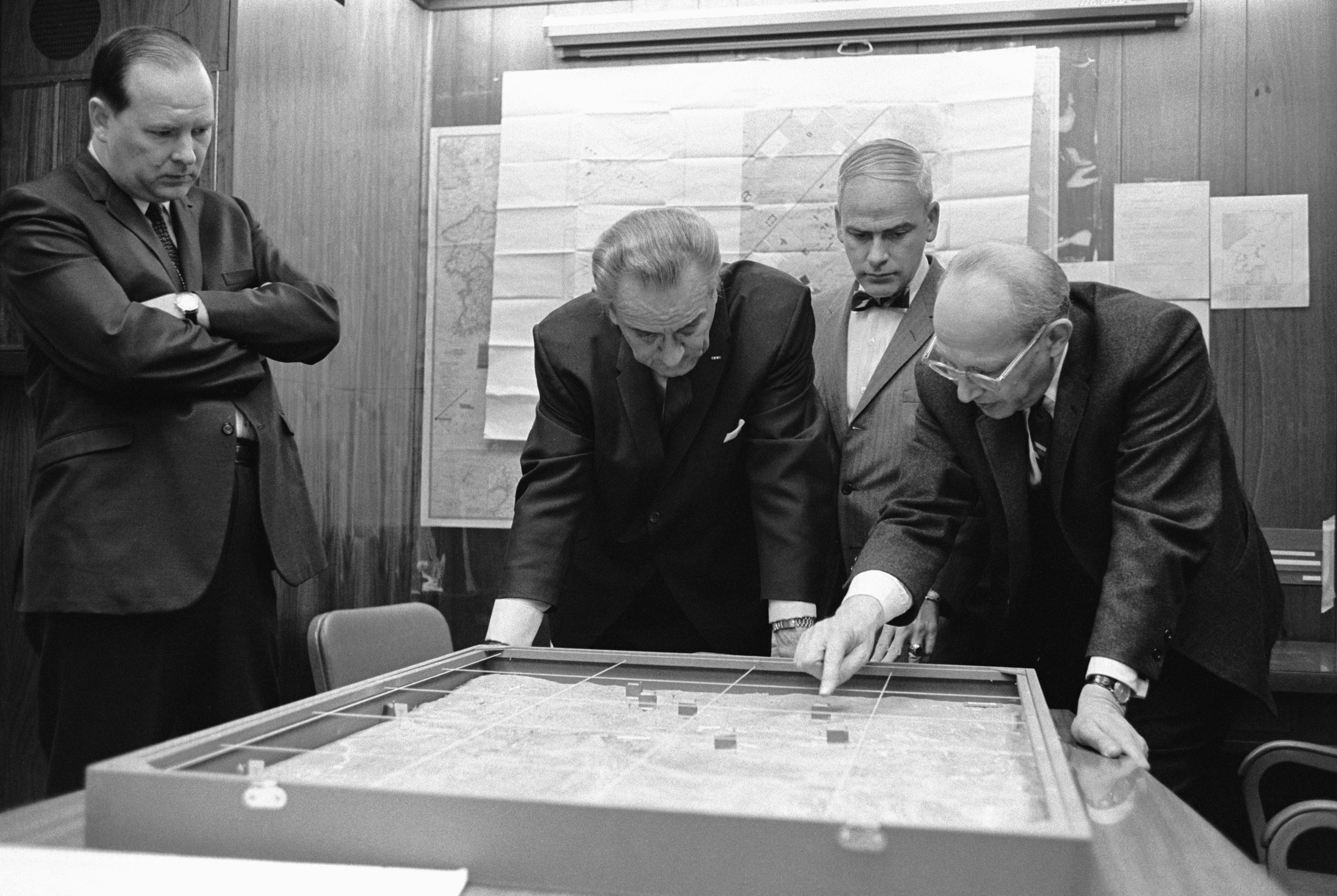
W.W. Rostow montrant une carte du Khe Sanh au président Johnson dans la Situation Room en février 1968.

Parallèlement à sa carrière d'économiste, il exerce diverses fonctions liées au pouvoir politique. Durant la Seconde Guerre mondiale, il sert comme conseiller dans l'Office of Strategic Services. Il écrira plus tard des discours pour le président Dwight Eisenhower. Rostow fut un conseiller important sur la sécurité nationale sous les administrations Kennedy et Johnson. Il soutint l'engagement militaire américain au Viêt Nam. Il sera plus tard professeur à la Lyndon B. Johnson School of Public Affairs de l'université du Texas avec son épouse, Elspeth Rostow, qui en deviendra la doyenne. Il écrivit beaucoup sur la défense de la libre entreprise, particulièrement dans les nations en voie de développement.  Fervent anti-communiste, il approuve l'intervention américaine lors de la Guerre du Viêt-Nam.
Il a joué un rôle important dans l'élaboration de la politique américaine dans le Sud-Est asiatique dans les années 1960. Il était un opposant farouche au communisme (l'un de ses principaux travaux s'intitule Les étapes de la croissance économique : un manifeste anti-communiste) et connu pour sa conviction dans l'efficacité du capitalisme et de la libre entreprise.
Il est membre du Committee on the Present Danger.

## Apport en économie
On doit à W.W. Rostow une vision extrêmement linéaire et discutée du développement en cinq grandes étapes des sociétés industrielles (énoncée dans Les étapes de la croissance économique, 1960) :
- la société traditionnelle (Traditional society)
- les conditions préalables au décollage (Preconditions for take-off)
- le décollage (Take-off)
- la phase de maturité (Drive to maturity)
- l'âge de la consommation de masse (Age of High mass consumption)

La société d'origine, dite société traditionnelle, ne vit que de l'exploitation de la terre, elle est relativement hostile au progrès et les hiérarchies sociales y sont figées. Le PIB par habitant ne peut pas augmenter, et tend même à décliner. Le taux d'investissement tend à être le même que celui de la croissance démographique.
Sa lente évolution l'amène progressivement à remplir les conditions préalables au décollage. Le changement y est plus facilement accepté, permettant que la croissance économique dépasse la croissance démographique, grâce à la révolution agricole notamment. On assiste en effet à une augmentation de la production et de la productivité agricole. Le travail (labor) peut être alors ré-affecté à d'autres secteurs productifs. Des premières formes d'accumulation capitalistique apparaissent. Le capital humain augmente graduellement sous l'effet de la formalisation de l'éducation et de la diffusion des compétences techniques.
Des bouleversements politiques et religieux s'y produisent (la Réforme, la révolution anglaise, la guerre d'indépendance des États-Unis, la Révolution française etc.).
Puis arrive l'étape la plus courte et la plus décisive, « le décollage » ou take-off en anglais : durant une vingtaine d'années les investissements massifs dans l'industrie permettent une inflexion majeure et durable du rythme de la croissance (0,2 % en moyenne par an avant le XVIIIe, 1,2 % au XIXe). Une soixantaine d'années plus tard, de nouvelles industries vont se substituer à celle du take-off (seconde révolution industrielle, pour les pays de la première révolution industrielle) : les niveaux de vie s'améliorent. 
Le processus de croissance est auto-suffisant. Grâce à de nouvelles configurations socio-politiques, ce qui n'est qu'une simple accélération économique peut être transformé en un processus d'accumulation générale, qui in fine produit un accroissement du revenu individuel.
Les sociétés ont alors atteint le stade de « la maturité » avant le début de la production de masse. L'accélération économique s'étend à d'autres secteurs économiques qui jusqu'alors n'avaient pas décollé. L'investissement compte désormais pour une proportion entre 10 % et 20 % du PIB (ce qui sera contesté par de nombreux économistes). Lorsque la part de l'investissement commence à décliner, un plus grand nombre de ressources est allouée à la consommation et la cinquième étape est atteinte.
La croissance mène à l'étape ultime de la société : la « consommation de masse » (les roaring twenties aux États-Unis, l'après Seconde Guerre mondiale en Europe occidentale). Le pouvoir d'achat y est largement mieux réparti.
Élargissant le modèle au-dehors des cadres historiques, on peut dire que les « pays les moins avancés » en sont encore à la première étape, la seconde caractérise les « pays en développement », la troisième les « nouveaux pays industrialisés »…[réf. souhaitée]

### Critiques
Ce modèle a suscité de nombreuses critiques. D'aucuns ont contesté la distinction en différentes étapes, arguant qu'en réalité, le passage d'un stade à l'autre ne fut pas d'une telle clarté.
Une des critiques les plus sérieuses de cette théorie a été développée deux ans plus tard par l'économiste Alexander Gerschenkron (Economic backwardness in historical perspective, 1962). Elle montre que, bénéficiant de l'expérience des nations les ayant précédés, les pays qui s'engagent plus tardivement dans le développement économique connaissent un rattrapage accéléré et sautent même certaines étapes.

## Publications

### Ouvrages
- Essays on the British Economy of the Nineteenth Century, 1948.
- The Process of Economic Growth, 1952.
- The Dynamics of Soviet Society (with others), Norton and Co. 1953, slight update Anchor edition 1954.
- An American Policy in Asia, with R.W. Hatch, 1955.
- The Take-Off into Self-Sustained Growth, 1956, EJ
- A Proposal: Key to an effective foreign policy, with M. Millikan, 1957.
- The Stages of Economic Growth: A non-communist manifesto, 1960.
- The United States in the World Arena: An Essay in Recent History (American Project Series), 1960, 568 pages.
- Politics and the Stages of Growth, 1971.
- How it All Began: Origins of the modern economy, 1975.
- The World Economy: History and prospect, 1978.
- Why the Poor Get Richer and the Rich Slow Down: Essays in the Marshallian long period, 1980.
- Theorists of Economic Growth from David Hume to the Present, 1990.
- The Great Population Spike and After, 1998

### Articles
- « Investment and the Great Depression », 1938, The Economic History Review
- « The Terms of Trade in Theory and Practice », 1950, The Economic History Review
- « The Historical Analysis of Terms of Trade », 1951, The Economic History Review
- « Trends in the Allocation of Resources in Secular Growth », 1955, in Dupriez, editor, Economic Progress
- « The Stages of Economic Growth », 1959, The Economic History Review